# 김홍걸
김홍걸(金弘傑, 1963년 11월 12일~)은 대한민국의 정치인이다. 대한민국 제15대 대통령 김대중의 셋째 아들이며 제21대 국회의원을 지냈다.

## 학력
- 서울용강국민학교 졸업
- 오산중학교 졸업
- 이화여자대학교 사범대학 부속고등학교 졸업
- 고려대학교 불어불문학 학사
- 서던 캘리포니아 대학교 대학원 국제정치학 석사

## 생애
대한민국 제15대 대통령 김대중의 셋째 아들이다. 미국포모나대학 태평양연구소 객원연구원을 역임했다. 김대중 대통령 재직 시절이던 2002년 5월에 최규선 게이트 불법 뇌물 자금 수수에 연루되어 구속되었으며, 김홍일·김홍업·김홍걸 삼형제를 가리키는 '홍3게이트(뇌물3형제)'라는 말이 떠돌기도 하였다.
2005년 8월 15일 광복절 경축 대통령 특별 사면되었다. 더불어민주당 국민통합위원장, 민족화해협력범국민협의회 대표상임의장을 역임했으며, 2020년에 실시된 대한민국 제21대 국회의원 선거에서 더불어민주당의 비례대표 위성정당인 더불어시민당 비례대표 14번으로 등록하여 당선했다. 이로써 김홍걸은 김대중(제6·7·8·13·14대 국회의원)·김홍일(제15·16·17대 국회의원)·김홍업(제17대 국회의원)과 함께 대한민국 헌정 사상 최초의 4부자 국회의원 당선 기록을 달성했다.

## 경력
- 포모나 칼리지 태평양연구소 객원연구원
- 연세대학교 김대중도서관 객원교수
- 더불어민주당 국민통합위원장
- 민족화해협력범국민협의회 대표상임의장
- 2020년 4월 15일: 대한민국 제21대 국회의원 선거 당선(비례대표, 더불어시민당, 초선)
- 2020.05~2024.05: 제21대 국회의원(비례대표, 더불어민주당→무소속→더불어민주당, 초선)
  - 2020.06~2020.09: 제21대 국회 전반기 정보위원회 위원
  - 2020.06~2022.05: 제21대 국회 전반기 외교통일위원회 위원
  - 2022.07~2024.05: 제21대 국회 후반기 외교통일위원회 위원
- 김대중·이희호기념사업회 이사장
- 김대중·이희호기념사업회 상임고문
- 2023.12~2024.01: 제22대 국회의원 선거 서울 강서구 갑 더불어민주당 국회의원 예비후보

## 역대 선거 결과
| 실시년도 | 선거   | 대수 | 직책     | 선거구   | 정당         | 득표수      | 득표율          | 순위          | 당락 | 비고 |
| -------- | ------ | ---- | -------- | -------- | ------------ | ----------- | --------------- | ------------- | ---- | ---- |
| 2020년   | 총선   | 21대 | 국회의원 | 비례대표 | 더불어시민당 | 9,307,112표 | \| \| 33.35% \| | 비례대표 14번 |      | 초선 |
|          | 33.35% |      |          |          |              |             |                 |               |      |      |

## 소속 정당
| 소속 정당 | 소속 정당      | 소속 기간 | 비고      |
| --------- | -------------- | --------- | --------- |
|           | 새천년민주당   | 2000~2005 | 정계 입문 |
|           | 민주당         | 2005~2007 | 당명 변경 |
|           | 중도통합민주당 | 2007      | 합당      |
|           | 민주당         | 2007~2008 | 당명 변경 |
|           | 무소속         | 2008~2016 | 탈당      |
|           | 더불어민주당   | 2016~2020 | 복당      |
|           | 무소속         | 2020      | 탈당      |
|           | 더불어시민당   | 2020      | 입당      |
|           | 더불어민주당   | 2020      | 합당      |
|           | 무소속         | 2020~2023 | 제명      |
|           | 더불어민주당   | 2023~현재 | 복당      |

## 같이 보기
- 대한민국 제21대 국회의원 선거 더불어시민당 후보 목록#비례대표